# Welsvidéki járás
A Welsvidéki járás Ausztriában, Felső-Ausztria tartományban található. Welsvidéki járás Eferdingi, Linzvidéki, Kirchdorf an der Krems-i, Gmundeni, Vöcklabrucki, Grieskircheni és Wels járásokkal határos. Lakosainak száma 73 094 fő (2019).

## A járáshoz tartozó települések
- Aichkirchen
- Bachmanning
- Bad Wimsbach-Neydharting
- Buchkirchen
- Eberstalzell
- Edt bei Lambach
- Fischlham
- Gunskirchen
- Holzhausen
- Krenglbach
- Lambach
- Marchtrenk
- Neukirchen bei Lambach
- Offenhausen
- Pennewang
- Pichl bei Wels
- Sattledt
- Schleißheim
- Sipbachzell
- Stadl-Paura
- Steinerkirchen an der Traun
- Steinhaus
- Thalheim bei Wels
- Weißkirchen an der Traun